# Alexei Alexejewitsch Brussilow

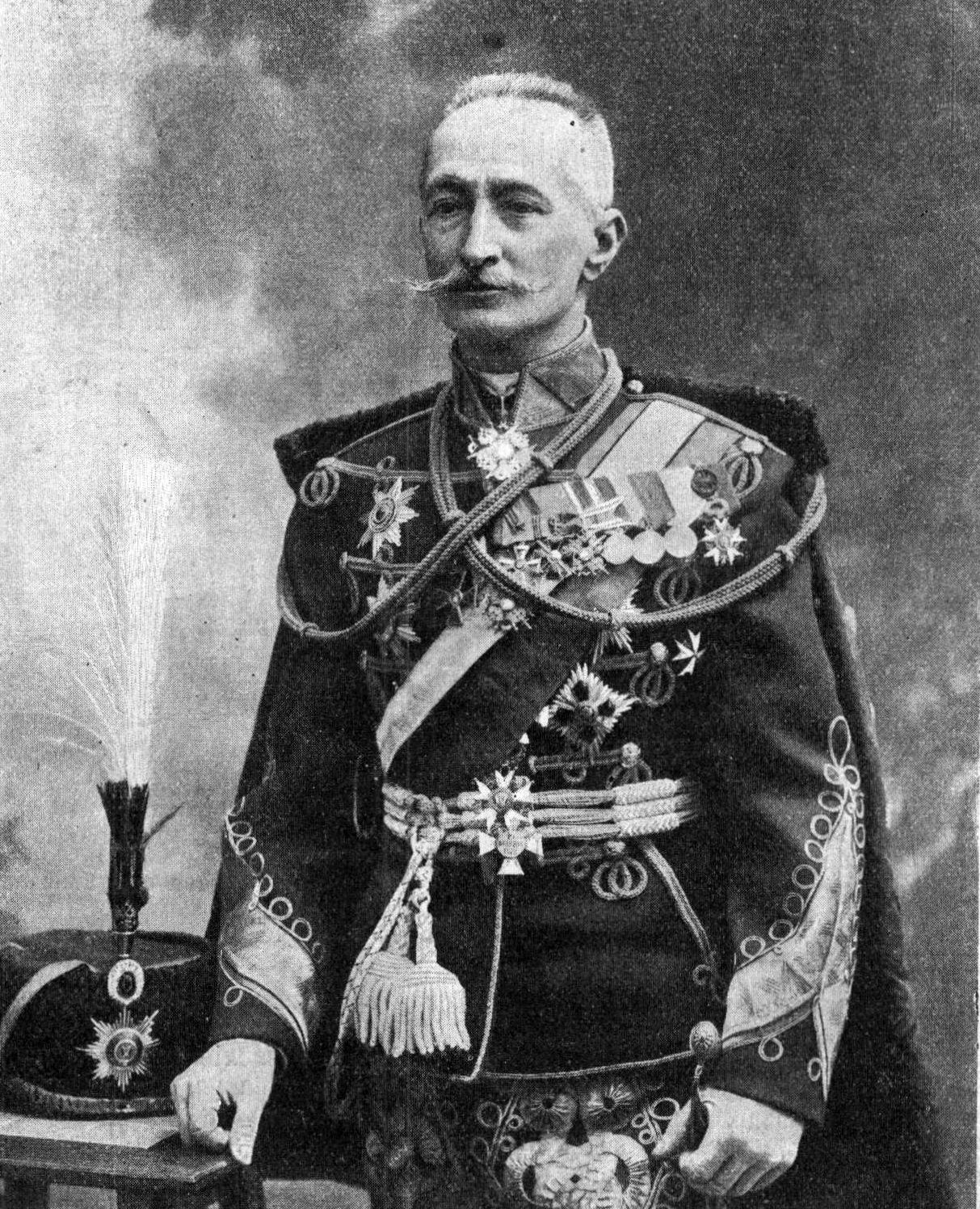
General Brussilow (1916)

Alexei Alexejewitsch Brussilow (russisch Алексей Алексеевич Брусилов; * 19. Augustjul. / 31. August 1853greg. in Tiflis, Russisches Kaiserreich; † 17. März 1926 in Moskau) war ein General der Kaiserlich Russischen Armee im Ersten Weltkrieg. Bekanntheit erlangte er durch die Leitung der Brussilow-Offensive 1916.

## Werdegang
Sein Vater Alexei Nikolajewitsch (1787–1859) nahm am Vaterländischen Krieg von 1812 teil, diente dann im Kaukasus und stieg zum Generalleutnant auf, die Mutter Maria Luisa Antonowna Nestojemska war polnischer Herkunft. Brussilow und seine beiden Brüder wurden nach dem frühen Tod der Eltern von seiner kinderlosen Tante Henrietta Antonowna und dem Onkel Karl Maximowitsch Hagemeister in Kutaisi aufgenommen und erzogen. Am 27. Juni 1867 begann er seine Ausbildung im Pagenkorps, einer höheren Lehranstalt für Adlige mit Spezialklassen zur Offiziersausbildung. In den Jahren 1872 bis 1877 wurde er vom Fähnrich im 15.(43.) Twerer Dragonerregiment erst zum Oberleutnant und Regimentsadjutant und schließlich am 29. Oktober 1877 zum Stabskapitän befördert.
Im Russisch-Türkischen Krieg 1877–1878 diente er an der Kaukasusfront und zeichnete sich bei der Einnahme von Ardahan und Kars aus, wofür er den Orden der Heiligen Anna 3. Klasse mit Schwertern und Schleife sowie den Sankt-Stanislaus-Orden 2. Klasse mit Schwertern erhielt.
1881 wurde er Dozent an der St. Petersburger Kavallerie-Offiziersschule, wurde mehrfach befördert (Generalmajor 1900), 1898 stellvertretender Leiter und 1902 Leiter der Schule. 1906 wurde er zum Generalleutnant ernannt und übernahm das Kommando über die 2. Garde-Kavalleriedivision. 1909 bekam er das Kommando über das an der Grenze zum Deutschen Reich in Lublin stationierte XIV. Armeekorps. Am 6. Dezember 1912 erhielt er die Beförderung zum General der Kavallerie, fungierte seit Mai auch als stellvertretender Befehlshaber des Warschauer Militärbezirks und wurde am 15. August 1913 zum Kommandant des XII. Armeekorps im Militärbezirk Kiew ernannt.
Im Ersten Weltkrieg befehligte er als General der Kavallerie ab 28. Juli 1914 die 8. Armee der Südwestfront von General Nikolaj Iwanow gegen die Truppen Österreich-Ungarns. Seine Armee ging nördlich des Dnjestr vor, sein Sieg über die Armeegruppe Kövess an der Zlota Lipa trug Ende August wesentlich zum Sieg der nördlicher angreifenden 3. Armee Russkis in der Schlacht von Lemberg bei. Nach der Eroberung von Ostgalizien schob sich die 8. Armee zu den Karpatenpässen vor und besetzte fast die gesamte Bukowina. Die 8. Armee trug im Winter auf 1915 auch die Hauptlast in der Schlacht in den Karpaten, am 10. April 1915 wurde Brussilow zum Generaladjutanten ernannt. Am 18. März 1916 folgte er General Iwanow und übernahm den Oberbefehl der Südwestfront. Am 4. Juni 1916 leitete er die erfolgreiche, bis zum 20. September währende Brussilow-Offensive ein, die den bei Verdun und an der Somme schwer ringenden westlichen Verbündeten eine dringend benötigte Entlastung verschaffte. Für seine Erfolge in Wolhynien, Galizien und der Bukowina wurde Brussilow am 20. Juli 1916 mit dem Goldenen Schwert für Tapferkeit mit Diamanten ausgezeichnet – eine sehr selten vergebene Würdigung.
Nach der Februarrevolution 1917 wurde er am 22. Mai von Kriegsminister Kerenski anstelle von Michail Alexejew zum Oberbefehlshaber ernannt, nach dem Scheitern der Kerenski-Offensive am 7. Julijul. / 20. Juli 1917greg. aber wieder abgelöst und durch Lawr Kornilow ersetzt.
Das durch die Oktoberrevolution errichtete bolschewistische Regime lehnte er zunächst ab, ohne sich aber an der bald einsetzenden gewaltsamen Opposition dagegen zu beteiligen. Seinen einzigen Sohn Alexei verlor Brussilow, als dieser 1919 bei Orjol als Kommandeur der Roten Armee im Kampf gegen die Weißen fiel. Brussilow quälte der Tod seines Sohnes sehr, insbesondere da dieser mit der Absicht in die Rote Armee eingetreten war, ihn durch seinen Dienst vor Repressionen des Regimes zu beschützen.
Nach den ersten Niederlagen der Weißen im Russischen Bürgerkrieg trat auch Brussilow am 2. Mai 1920 in die Rote Armee ein, wo er Vorsitzender der Besonderen Beratung beim Oberbefehlshaber der Streitkräfte wurde. Dort erarbeitete er militärtheoretische Grundlagen für Semjon Budjonnys 1. Rote Reiterarmee.
Von 1921 bis 1923 war er mit Aufgaben bei der Kavallerie betraut, u. a. als Chefmilitärinspekteur für Gestüte und Pferdezucht und als Kavallerieinspekteur der Roten Arbeiter-und-Bauern-Armee. Am 15. März 1924 wurde Brussilow zum Revolutionären Militärrat kommandiert.
Brussilow sah seine Kooperation mit dem Sowjetstaat als eine Möglichkeit das Gebiet des ehemaligen Zarenreichs im Sinne der russischen Nation zusammenzuhalten. Privat formulierte er die Hoffnung, dass das kommunistische System vorbeigehen würde und diesem wieder ein russischer Nationalstaat folgen werde. Den Exilanten und der Weißen Bewegung warf er vor ihre Klasseninteressen über die Interessen der russischen Nation zu stellen.
Er starb 1926 in Moskau und wurde mit einem Staatsbegräbnis am Nowodewitschi-Friedhof beigesetzt.